# F. R. Dennison
F. R. Dennison war ein neuseeländischer Hersteller von Automobilen.

## Unternehmensgeschichte
Das Unternehmen aus Oamaru begann 1900 unter Leitung von Frederick Ridley Dennison mit der Produktion von Automobilen. Der Markenname lautete Dennison. 1905 endete die Produktion. Insgesamt entstanden drei Fahrzeuge.

## Fahrzeuge
Das erste Fahrzeug von 1900 hatte einen wassergekühlten Motor. Dennison stellte bis auf Reifen, Felgen und Antriebsketten fast alles selber her. Konuskupplung, ein einzelner Gang, Vorgelegewelle und seitliche Ketten sind für die Kraftübertragung überliefert. Das Fahrzeug soll 24 km/h erreicht haben. Es bewältigte eine Fahrt von Christchurch nach Oamaru über 280 km. Auf dem Rückweg brannte es aus.
1901 entstand ein Dreirad mit einem Einbaumotor von De Dion-Bouton, der 2,5 PS leistete. Die Höchstgeschwindigkeit war mit 35 km/h angegeben. Dieses Fahrzeug fand einen Käufer.
Letztes Modell war 1905 ein Omnibus mit 12 Sitzen, den ein Kunde orderte. Dennison stellte bis auf Reifen und Karosserie alles selber her.